# Otto Paul Clavadetscher
Otto Paul Clavadetscher (Stein, 9 settembre 1919 – Trogen, 27 marzo 2015) è stato uno storico svizzero.

## Biografia
Figlio di Peter Clavadetscher, insegnante, e di Fanny Meier. Studiò storia e germanistica all'Università di Zurigo, dove nel 1945 conseguì il dottorato. Nel 1946 sposò Jeannette Tscharner, figlia di Johann Wilhelm Tscharner, di Rothenbrunnen. Accanto all'attività di insegnante a Zuoz, Rorschach e San Gallo, Clavadetscher si dedicò allo studio della storia medievale dei Grigioni e di San Gallo, alla ricezione del diritto romano e del notariato. Le sue ricerche raccolsero ampi consensi tra gli specialisti. Dal 1983 curò l'edizione del Chartularium Sangallense e dal 1997 collaborò al Bündner Urkundenbuch. Attivo a titolo accessorio in ambito giudiziario, fu presidente del tribunale di appello di Appenzello Esterno. Nel 1989 l'Università di San Gallo gli conferì il dottorato honoris causa.